# Minettia flaviventris
Minettia flaviventris is een vliegensoort uit de familie van de Lauxaniidae. De wetenschappelijke naam van de soort is voor het eerst geldig gepubliceerd in 1844 door Costa.